# Yoraperla mariana
Yoraperla mariana är en bäcksländeart som först beskrevs av William Edwin Ricker 1943.  Yoraperla mariana ingår i släktet Yoraperla och familjen Peltoperlidae. Inga underarter finns listade i Catalogue of Life.